# Mount Vernon (Ohio)
Mount Vernon es una ciudad ubicada en el condado de Knox en el estado estadounidense de Ohio. En el Censo de 2010 tenía una población de 16990 habitantes y una densidad poblacional de 683,82 personas por km².

## Geografía
Mount Vernon se encuentra ubicada en las coordenadas 40°23′7″N 82°28′28″O / 40.38528, -82.47444. Según la Oficina del Censo de los Estados Unidos, Mount Vernon tiene una superficie total de 24.85 km², de la cual 24.37 km² corresponden a tierra firme y (1.93%) 0.48 km² es agua.

## Demografía
Según el censo de 2010, había 16990 personas residiendo en Mount Vernon. La densidad de población era de 683,82 hab./km². De los 16990 habitantes, Mount Vernon estaba compuesto por el 95.33% blancos, el 1.12% eran afroamericanos, el 0.21% eran amerindios, el 1.07% eran asiáticos, el 0.04% eran isleños del Pacífico, el 0.69% eran de otras razas y el 1.55% pertenecían a dos o más razas. Del total de la población el 1.8% eran hispanos o latinos de cualquier raza.